# Kirchengebet

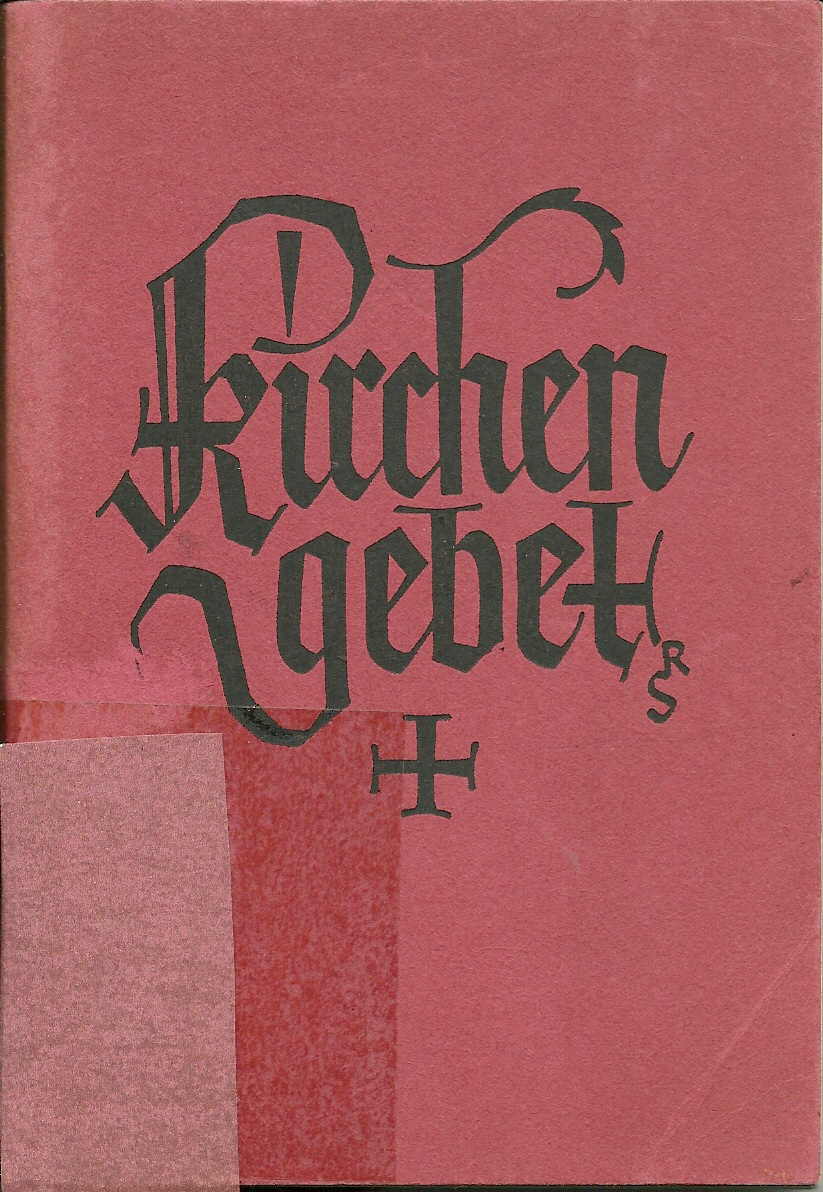
Die Titelseite der Ausgabe von 1930

Kirchengebet war ein 1928 erstmals erschienenes katholisches Gebetbuch. Es erreichte eine Auflage von 9.242.000 Exemplaren und war ein wirksames Medium bei der Entwicklung und Ausbreitung einer erneuerten Liturgie der römisch-katholischen Kirche im deutschen Sprachraum.

## Zeitgeschichtlicher Hintergrund
In der liturgischen Bewegung in Deutschland in der ersten Hälfte des 20. Jahrhunderts stand die tätige Teilnahme (Participatio actuosa) der ganzen Gemeinde bei der Liturgie im Vordergrund. Wichtiges Instrument war dazu die Verwendung der Volkssprache für gemeindliche Elemente der Messfeier zusätzlich und parallel zum  Latein der priesterlichen Liturgie, etwa in der Gemeinschaftsmesse, wie sie der Klosterneuburger Augustiner-Chorherr Pius Parsch ab 1922 feierte, bei denen Teile der Heiligen Messe vom Volk in deutscher Sprache gesungen oder mitgesprochen wurden. Die katholischen Jugendverbände – allen voran Quickborn, Bund Neudeutschland (ND) und Katholischer Jungmännerverband (KJMV) unter Führung von Bundespräses Prälat Ludwig Wolker – griffen die Bewegung aktiv auf.
Laien-Messbücher wie der „Schott“ („Volks-Schott“) und das „Volksmessbuch“ von Urbanus Bomm machten die neuen Liturgieformen in ganz Deutschland und darüber hinaus bekannt. Das preiswerte Heft Kirchengebet – 1939 kostete es 25 Pfennig (Leineneinband 1935: 90 Pfennig), 1946 40 Pfennig – entfaltete zusätzlich eine große Breitenwirkung über die kirchliche Jugendbewegung hinaus und warb für ein bewusstes Mitbeten während der Heiligen Messe.

## Ausgaben und Gestaltung

### Auflagen
Die erste Auflage erschien 1928 im Jugendführungsverlag in Düsseldorf (dem späteren Verlag Jugendhaus Düsseldorf) unter dem Titel Kirchengebet für die Gemeinschaftsgottesdienste katholischer Jugend, herausgegeben vom Katholischen Jungmännerverband, und umfasste 53 Seiten. Das Vorwort stammte von Ludwig Wolker, das Imprimatur erteilte der Kölner Generalvikariatsrat Otto Paschen. Zu Ostern 1930 erschien eine erweiterte Fassung mit 64 Seiten und dem leicht veränderten Titel Kirchengebet für den Gemeinschaftsgottesdienst katholischer Jugend. Das Imprimatur erteilte der Kölner Generalvikar Joseph Vogt am 1. April 1930. Neu aufgenommen wurden das kirchliche Morgengebet, Gebete nach der heiligen Messe und das kirchliche Reisegebet.
Es folgten zahlreiche Auflagen, ab 1935 als „Neuausgabe“ und jetzt im Verlag Jugendhaus Düsseldorf. 1938 wurde ein 11-seitiger Choralanhang mit einigen Stücken des gregorianischen Chorals für die Messfeier herausgegeben. Die den Ausgaben von 1928 bis 1934 am Schluss beigegebenen 12 Lieder entfielen in der Neuausgabe ab 1935. Zu dem Zeitpunkt war das ebenfalls von Ludwig Wolker herausgegebene Liederbuch Kirchenlied bereits im Entstehen; es erschien 1938.

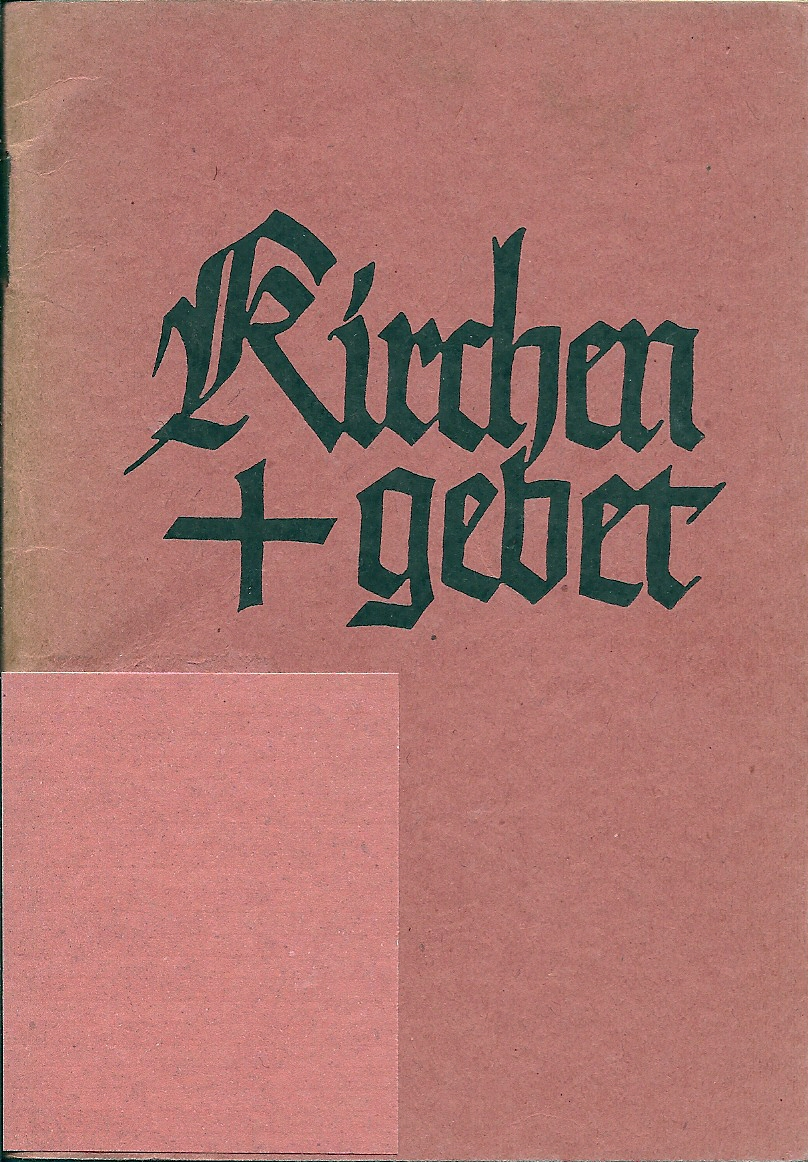
Die Titelseite der Ausgabe von 1949

Das Jugendhaus Düsseldorf und mit ihm der angeschlossene Verlag wurde seit 1935 von der Geheimen Staatspolizei beobachtet und vorübergehend geschlossen. Daher war vorsorglich bereits 1935 der Christophorus-Verlag im Freiburger Verlag Herder gegründet worden. Mit der endgültigen Schließung des Jugendhauses am 6. Februar 1939 wurden auch die Publikationen des Verlags beschlagnahmt. Die weiteren Ausgaben des Gebetbuches erschienen daher im Christophorus-Verlag Berlin und Freiburg. Ab 1939 trugen sie den Titel Kirchengebet für den Gemeinschaftsgottesdienst und wurden „im Auftrag des Bischofs von Mainz“ herausgegeben von Prälat Ludwig Wolker. Aus der Änderung von Titel und Herausgeberschaft wird die Bedeutung erkennbar, die Kirchengebet inzwischen über den Bereich der kirchlichen Jugendarbeit hinaus bekommen hatte. Das Imprimatur zu dieser Ausgabe erteilte Bischof Albert Stohr, Bischof von Mainz und Referent der Fuldaer Bischofskonferenz für Jugendfragen, am 27. Mai 1939, gemeinsam mit der ersten Notenausgabe des ebenfalls aus dem Jugendhaus stammenden Gesangbuchs Kirchenlied.
Nach dem Zweiten Weltkrieg wurden die Hefte „im Auftrag des Bischofs von Mainz“ von Prälat Ludwig Wolker herausgegeben (Christophorus-Verlag, Freiburg im Breisgau, Berlin und Düsseldorf).

### Gestaltung
Das Heft erschien im Format 15 mal 10,5, später 14,5 mal 10 Zentimeter mit braunviolettem, ab 1930 altrotem  Pappumschlag und war geheftet. Das Innere war zunächst im Schwarzdruck mit Antiqua-Schrift (1928) bzw. Frakturschrift (ab 1930) gehalten, ab der Neuausgabe im Zweifarbendruck in Antiqua-Schrift: Überschriften und Rubriken in Rot, Text in Schwarz. Zweisprachige Texte (lateinisch/deutsch) waren zweispaltig gesetzt.

### Abgeleitete Ausgaben

#### Gotteslob. Kirchengebet und Kirchenlied
1938, 1939 und 1942 brachte der Christophorus-Verlag unter dem Titel Gotteslob eine kombinierte, aber sonst unveränderte  Ausgabe von Kirchengebet (S. 1–67) und der Notenausgabe von Kirchenlied (S. 85–254) heraus, ergänzt um ein Choralamt (die 1. Messe Lux et origo mit dem 2. Credo und den Responsorien, S. 69–84), Liedvorschläge zu bestimmten Anlässen (S. 255–260) und ein Inhaltsverzeichnis mit alphabetischem synoptischem Liedregister, das die Seitenzahlen von Gotteslob und Kirchenlied verglich (S. 261–265), daneben auch eine Ausgabe ohne Noten. Einführung (S. 1), Geleitwort (S. 86) und Nachwort (S. 253f.) wurden aus den beiden Teilbüchern übernommen. Das Imprimatur stammt, wie bei Kirchengebet und der Notenausgabe des Kirchenlied, von Bischof Albert Stohr, datiert auf den 27. Mai 1939. Der Preis für die Ausgabe von 1942 betrug 2,80 RM.

#### Gemeinschaftsmesse und Betsingmesse(Kattowitz)
Als  31-seitigen Auszug aus Kirchengebet für den Gemeinschaftsgottesdienst katholischer Jugend brachte 1936 das Diözesanjugendsekretariat des oberschlesischen Bistums Kattowitz die Texte der Gemeinschaftsmesse heraus.

## Sprache und Inhalt

### Lateinisch, deutsch, Deutscher Einheitstext
Zweisprachig deutsch/lateinisch bot Kirchengebet ab 1930 die Texte der Heiligen Messe, die bei der Gemeinschaftsmesse entweder zusammen mit dem Priester auf Lateinisch (Missa recitata) oder aber im Wechsel mit dem Vorbeter auf Deutsch (parallel zur leisen lateinischen Rezitation durch den Priester) gesprochen werden konnten: Stufengebet, Gloria, Kredo, Sanctus, Pater noster, Agnus Dei, Domine, non sum dignus. Nur in Lateinisch (bzw. Griechisch: Kyrie eleison) wurden die Akklamationen wie Dominus vobiscum geboten, die bei der Gemeinschaftsmesse im Wechsel zwischen Priester und Gemeinde gesprochen wurden. Nur in deutscher Sprache waren die Texte wiedergegeben, die der Priester lateinisch sprach und die bei der Gemeinschaftsmesse vom Vorbeter als „Dolmetscher des Priesters“ gesprochen wurden, wie die Propriumsstexte, sowie die Texte, die der Priester leise lateinisch sprach, wie etwa das eucharistische Hochgebet.
Zwischen der Ausgabe von 1928 und 1930 liegt eine bedeutsame Veränderung: 1928 richteten sich die liturgischen Texte nach der Übersetzung von Anselm Schott und Pius Bihlmeyer und dem Verbandsgebetbuch „Im Dienste des Herrn“. Die Ausgabe von 1930 bietet für die Texte des Ordinariums den neuen Deutschen Einheitstext, der 1928 von einem Arbeitskreis erarbeitet wurde, der sich auf private Initiative des Kölner Pfarrers Joseph Könn in dessen Pfarrhaus an St. Aposteln in Köln unter maßgeblicher Beteiligung von Ludwig Wolker traf. Ludwig Wolker spricht im Vorwort von Kirchengebet 1932 bescheiden von der Übersetzung des liturgischen ordo missae „nach dem erfreulicherweise jetzt gewonnenen Einheitstext“. Die Textfassung wurde in Kirchengebet erstmals veröffentlicht und ab dann in die aktuellen Volksmessbücher (Schott, Klosterneuburger Messtexte, Ilbenstädter Messbuch) und mehrere Diözesangesangbücher übernommen, so dass sich einheitliche Texte einbürgern konnten. Sie blieben bis Mai 1971 der gültige deutsche Einheitstext für den Ordo Missae und den Kanon der deutschen Messe und wurden dann zugunsten von ökumenisch angeglichenen Texten teilweise verändert.

### Inhalt
Kirchengebet enthielt als Proprium nur die Texte des Christkönigsfestes. Es unterschied sich dadurch vom Schott, der alle Propriumstexte des Kirchenjahres enthielt, sowie vom  Volksschott und vom Bomm'schen Volksmessbuch mit den Proprien der Sonn- und Feiertage. Der Vorbeter benötigte daher für seine „Dolmetscherrolle“ eines der größeren Messbücher. Kirchengebet war konzipiert als „Rollenbuch“ für die Gemeinde und ermöglichte allen Teilnehmern am Gottesdienst das Mitsprechen der Ordinariumsteile. Die Neuausgabe erläutert in einer ausführlichen Einleitung (S. 1–6) diese Rollen und die verschiedenen Typen der Gemeinschaftsmesse. Bereits 1928 hatte Ludwig Wolker im Vorwort zur Erstausgabe geschrieben: „Der Gebetstext der heiligen Messe ist in enger Anlehnung an den liturgischen Text so gegeben, daß das Jungvolk zusammen mit dem Priester die heilige Messe mitbeten kann.“
Dadurch wurden diese Teile in der Muttersprache bekannt, und ihr gemeinsames Sprechen wurde verbreitete Praxis, bis das Zweite Vatikanische Konzil den Gebrauch der Muttersprache in der heiligen Messe ausweitete.
Neben den Messtexten war Kirchengebet auch geeignet zum gemeinsamen Gebet von Gruppen bei bestimmten Anlässen, wo liturgisches Morgen- und Abendgebet so leichter praktiziert werden konnte.

### Gliederung
| Ausgabe von 1928 | Ausgabe von 1930 | Neuausgabe |
| --- | --- | --- |
| Vorwort (Düsseldorf, am Fest des hl. Aloysius (21. Juni), Generalpräses Wolker) (S. 3f.) | Vorwort (Düsseldorf, zu Ostern 1930, Generalpräses Wolker (S. 3f.) | Zur Einführung (S. 1) Zur Feier der Heiligen Messe (S. 1–6) - Grundregeln (Es werden die liturgischen „Rollen“ kurz erläutert – in dieser Reihenfolge: 1. Die Gemeinde, 2. Die Schola, 3. Der Lektor, 4. Der Priester, 5. Der Vorbeter.) - Gemeinschaftsmesse – Grundform - Gemeinschaftsmesse – erweiterte Form - Betsingmesse - Missa recitata - Das liturgische Sprechen - Die liturgische Haltung |
| | Das kirchliche Morgengebet. Prim (S. 5–11) | Das kirchliche Morgengebet (S. 7–13) - Prim (Deutscher Text der Hore des kirchlichen Stundengebets) - Weihe des Tagewerkes (Responsorisch aufgebautes Morgengebet) |
| Die heilige Messe (S. 5–33) (ohne Gliederung in die drei Hauptteile) | Die Heilige Messe (S. 12–38) (ohne Gliederung in die drei Hauptteile) | Die Feier der Heiligen Messe (S. 14–39) Zwischenüberschriften: - Vormesse - Opfermesse - Das Opfermahl |
| | Lobgesang nach der Heiligen Messe (S. 39–41) (Lobgesang der drei Jünglinge aus dem Buch Daniel (Dan 3 ), Psalm 150 (Ps 150 ), Preces und Oration) Kirchliches Ablassgebet (S. 42) | Lobgesang (S. 40–42) (Lobgesang der drei Jünglinge aus dem Buch Daniel (Dan 3 ), Psalm 150 (Ps 150 ), Preces und Oration) Kirchliches Ablassgebet (S. 42–43) Dankgebete zur Kommunion (S. 43–44) |
| Das kirchliche Tischgebet (S. 34–38) (Vor und nach dem Mittags- und Abendtisch) | Das kirchliche Tischgebet (S. 43–47) (Vor und nach dem Mittags- und Abendtisch)                                                                                                   | Das kirchliche Tischgebet (S. 45–49) (Vor und nach dem Mittags- und Abendtisch) |
| Komplet. Das kirchliche Nachtgebet (S. 39–47) (nur Salve Regina, Versikel und Oration in Deutsch) | Das kirchliche Nachtgebet. Komplet (S. 48–56) (Salve Regina dt./lat., Versikel, Oration und übrige marianische Antiphonen nur in Deutsch)                                         | Das kirchliche Nachtgebet (S. 50–58) (Die Komplet mit den Psalmen 4, 90 und 133) |
| | Das kirchliche Reisegebet (S. 57–60) | Das kirchliche Reisegebet (S. 59–62) |
| Kirchenlieder (Komm, Schöpfer Geist mit lat. Versikel und Oration; Pange lingua, gloriosi/Tantum ergo, lat.; Wir beten an; Lobt froh den Herrn; Alles meinem Gott zu Ehren; Schönster Herr Jesu; Ein Haus voll Glorie schauet; Ich will dich lieben; In dieser Nacht; Meerstern, ich dich grüße; Wunderschön prächtige; Maria zu lieben) | Kirchenlieder (wie 1928) | Te deum (deutsch) (S. 62–63) Bußpsalm (Ps 50 ) (S. 63–64) Dankpsalm (Ps 102 ) (S. 65–66) Magnificat (S. 67) |